# (688) Mélanie
Pour les articles homonymes, voir Mélanie.
(688) Mélanie est un astéroïde de la ceinture principale découvert le 25 août 1909 par l'astronome autrichien Johann Palisa.
Sa désignation provisoire était 1909 HH.